# Crateri di Encelado
Segue una lista dei crateri d'impatto presenti sulla superficie di Encelado. La nomenclatura di Encelado è regolata dall'Unione Astronomica Internazionale; la lista contiene solo formazioni esogeologiche ufficialmente riconosciute da tale istituzione.
I crateri di Encelado portano i nomi di personaggi e luoghi tratti da Le mille e una notte.

## Prospetto
| Cratere    | Eponimo | Latitudine | Longitudine | Diametro |
| ---------- | --- | ---------- | ----------- | -------- |
| Ahmad      | Ahmad - Giovane che porta al padre una mela magica, sposa la genia Peri Banu.                                          | 58,76° N   | 311,57° W   | 18,7 km  |
| Ajib       | Ajib - Fratello di Gharib ne La storia di Gharib e suo fratello Ajib.                                                  | 61,7° N    | 239,4° W    | 15,2 km  |
| Aladdin    | Aladino - Il protagonista de Aladino e la lampada meravigliosa.                                                        | 60,69° N   | 26,66° W    | 37,4 km  |
| Al-Bakbuk  | Al-Bakbuk - Il primo fratello del barbiere ne Il racconto del gobbo.                                                   | 5,65° N    | 191,19° W   | 9 km     |
| Al-Fakik   | Al-Fakik - Il terzo fratello del barbiere ne Il racconto del gobbo.                                                    | 35,54° N   | 307,3° W    | 16,5 km  |
| Al-Haddar  | Al-Haddar - Il secondo fratello del barbiere ne Il racconto del gobbo.                                                 | 50,54° N   | 200,64° W   | 14 km    |
| Ali Baba   | Ali Baba - Protagonista in Ali Baba e i 40 ladroni.                                                                    | 55,11° N   | 22,34° W    | 39,2 km  |
| Al-Kuz     | Al-Kuz - Il quarto fratello del barbiere ne Il racconto del gobbo.                                                     | 18,66° S   | 178,23° W   | 9,3 km   |
| Al-Mustazi | Al-Mustazi - Il padre del principe Al-Mustansir ne Il racconto del gobbo.                                              | 20,86° S   | 202,04° W   | 10,3 km  |
| Ayyub      | Ayyub - Mercante di Damasco, padre di Ghanim e Fitnah in Storia di Ghanim Bin Ayyub, il distratto, lo schiavo d'amore. | 38,44° N   | 295,67° W   | 18 km    |
| Aziz       | Aziz - Il protagonista fidanzato con la cugina Azizah in "Storia di Aziz e Azizah."                                    | 16,73° N   | 348,84° W   | 11 km    |
| Bahman     | Bahman - La maggiore delle tre principesse ne Le due sorelle che invidiavano la loro sorella minore.                   | 14,67° N   | 61,36° W    | 10,3 km  |
| Behram     | Behram - Figlio del Re di Persia ne "Il principe Behram e la principessa Al-Datma."                                    | 15,41° S   | 181,02° W   | 13,7 km  |
| Dalilah    | Dalila - Furba vecchiettina che inganna parecchi uomini.                                                               | 51,89° N   | 248,54° W   | 16 km    |
| Duban      | Duban - Saggio che guarisce Re Yunan dalla lebbra.                                                                     | 58,38° N   | 282,91° W   | 19 km    |
| Dunyazad   | Dunyāzād - Sorella di Sharāzād.                                                                                        | 41,9° N    | 200,62° W   | 30,9 km  |
| Fitnah     | Fitnah - Figlia di Ayyub, sorella di Ghanim in Storia di Ghanim Bin Ayyub, il distratto, lo schiavo d'amore.           | 45,06° N   | 290,63° W   | 16,5 km  |
| Ghanim     | Ghanim - Figlio di Ayyub, fratello di Fitnah in Storia di Ghanim Bin Ayyub, il distratto, lo schiavo d'amore.          | 38,45° N   | 281,5° W    | 13,9 km  |
| Gharib     | Gharib - Eroe di vari racconti.                                                                                        | 81,12° N   | 241,15° W   | 26 km    |
| Harun      | Harun al-Rashid - Califfo protagonista di vari racconti.                                                               | 36,33° N   | 225,6° W    | 13,9 km  |
| Hassan     | Hassan - Personaggio di Hassan di Bassora.                                                                             | 31,31° S   | 188,47° W   | 14,5 km  |
| Hisham     | Hisham - Califfo protagonista de Il califfo Hisham e il giovane arabo.                                                 | 48,21° N   | 280,7° W    | 22,1 km  |
| Ishak      | Ishak - Protagonista di Isacco di Mossul e il mercante.                                                                | 47,5° N    | 225,1° W    | 14,4 km  |
| Ja’afar    | Ja'afar - Visir di Harun al-Rashid in Nur al-Din Ali e la damigella Anis al-Jalis.                                     | 34,5° N    | 337,6° W    | 9,9 km   |
| Jansha     | Jansha - Eroina de La storia di Jansha.                                                                                | 30,36° S   | 156,87° W   | 9,8 km   |
| Julnar     | Julnar - Eroina dei racconti tra 738ª e la 756ª notte.                                                                 | 52,79° N   | 350° W      | 19 km    |
| Kamar      | Kamar al-Akmár - Principe figlio di Sabur, Re di Persia, ne Il cavallo di ebano.                                       | 41° S      | 32° W       | 22 km    |
| Kasim      | Kasim - Il fratello di Alì Babà in Alì Babà e i quaranta ladroni.                                                      | 42,38° N   | 173,11° W   | 10,7 km  |
| Khusrau    | Khusrau - Re, sposo di Shirin in Khusrau, Shirin e il pescatore.                                                       | 3,77° S    | 185,47° W   | 12,3 km  |
| Ma’aruf    | Ma'aruf - Il protagonista de Ma'aruf il calzolaio e sua moglie Fatima.                                                 | 37,2° S    | 333,5° W    | 6,8 km   |
| Marjanah   | Marjanah - Regina de Storia di Kamar Al-Zaman.                                                                         | 38,24° N   | 303,81° W   | 14,5 km  |
| Masrur     | Masrur - Eunuco spadaccino in Nur al-Din Ali e la damigella Anis al-Jalis.                                             | 66,38° N   | 294,28° W   | 13 km    |
| Morgiana   | Morgiana - Schiava arguta in Alì Babà e i quaranta ladroni.                                                            | 31,74° N   | 196,1° W    | 14,3 km  |
| Musa       | Musa - Prende i vasi che contengono Jinni ne La città di ottone.                                                       | 72,42° N   | 17,58° W    | 25 km    |
| Mustafa    | Mustafa - L'anziano sarto personaggio di Aladino e la lampada meravigliosa.                                            | 30,9° S    | 184,9° W    | 14,7 km  |
| Omar       | Omar - Grande Re, padre di Sharrkan e Zau al-Makán ne La storia di Re Omar e i suoi figli.                             | 17,66° N   | 273,93° W   | 12 km    |
| Otbah      | Otbah - Il protagonista de Otbah e Rayya.                                                                              | 39,8° S    | 159,51° W   | 9,4 km   |
| Parwez     | Parwez - La seconda delle tre principesse ne Le due sorelle che invidiavano la loro sorella minore.                    | 22,9° N    | 25,6° W     | 14,6 km  |
| Peri-Banu  | Peri-Banu - Genia che sposa Ahmad aiutandolo a soddisfare le richieste del padre.                                      | 62° N      | 322,91° W   | 18 km    |
| Perizadah  | Perizadah - La minore delle tre principesse ne Le due sorelle che invidiavano la loro sorella minore.                  | 21,2° S    | 155° W      | 10,5 km  |
| Rayya      | Rayya - La protagonista de Otbah e Rayya.                                                                              | 32,45° S   | 178,41° W   | 9 km     |
| Sabur      | Sabur - Re di Persia ne Il cavallo di ebano.                                                                           | 24° S      | 296,1° W    | 7,6 km   |
| Salih      | Salih - Fratello di Julnar. Questo cratere è utilizzato per definire il meridiano fondamentale di Encelado.            | 5,29° S    | 4,67° W     | 4 km     |
| Samad      | Samad - Sceicco che guida Musa e Talib verso le montagne ne La città di ottone.                                        | 60,3° N    | 4,48° W     | 16,3 km  |
| Shahrazad  | Sharazād - La protagonista che narra al sultano Shahryar le storie de Le mille e una notte.                            | 47,3° N    | 199,73° W   | 20 km    |
| Shahryar   | Shahryar - Sultano cui Sharāzād narra le storie de Le mille e una notte.                                               | 58,32° N   | 227,5° W    | 24 km    |
| Shakashik  | Shakashik - Il sesto fratello del barbiere ne Il racconto del gobbo.                                                   | 17,27° S   | 180,82° W   | 8,5 km   |
| Sharrkan   | Sharrkan - Figlio di Re Omar ne La storia di Re Omar e i suoi figli.                                                   | 16,07° N   | 302,21° W   | 3,7 km   |
| Shirin     | Shirin - Regina, sposa di Khusrau in Khusrau, Shirin e il pescatore.                                                   | 1,9° S     | 172,44° W   | 8,7 km   |
| Sindbad    | Sindbad - Marinaio protagonista di sette avventurosi viaggi.                                                           | 67° N      | 212,07° W   | 29,1 km  |
| Yunan      | Yunan - Re di una città persiana ne La storia del Visir e del saggio Duban.                                            | 53,81° N   | 286,03° W   | 19,7 km  |
| Zaynab     | Zaynab - La protagonista ne Le avventure di Dadila la furba e di sua figlia Zaynab l'acchiappa-conigli.                | 69,2° N    | 25,16° W    | 20 km    |
| Zumurrud   | Zumurrud - La protagonista de Ali Shar e Zumurrud.                                                                     | 21,9° S    | 181,57° W   | 21 km    |